# Rafael Sabatini

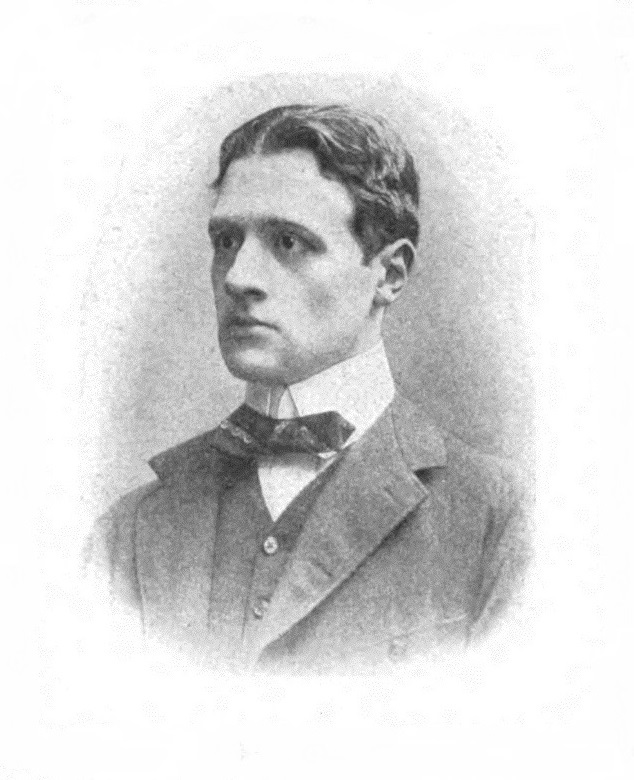
Rafael Sabatini

Rafael Sabatini (* 29. April 1875 in Jesi, Marken; † 13. Februar 1950 in Adelboden, Schweiz) war ein italienisch-britischer Schriftsteller. Großen Erfolg hatte er mit zumeist vor historischem Hintergrund angesiedelten Romanen und Erzählungen.

## Leben

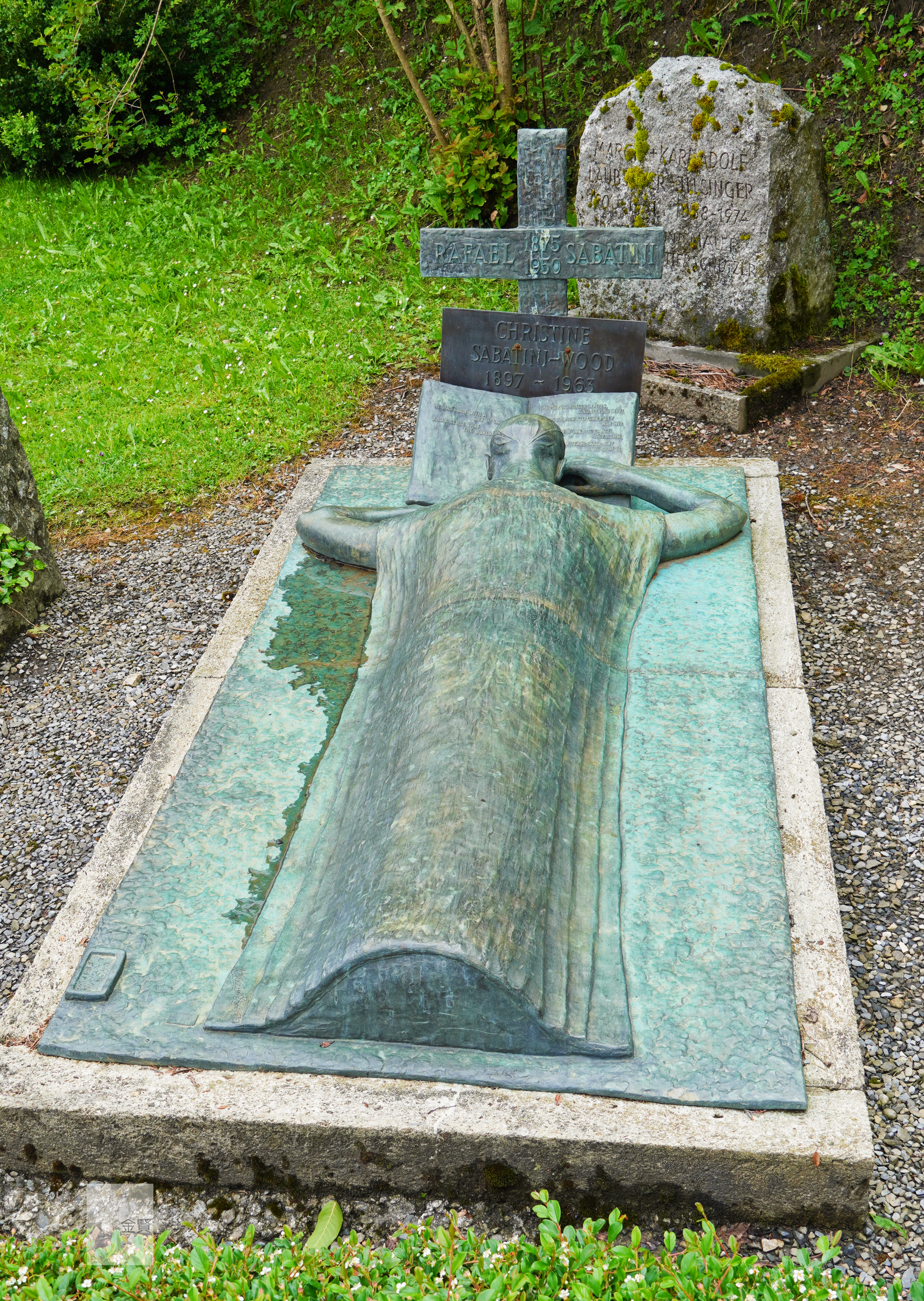
Grab von Rafael Sabatini in Adelboden

Sabatini war der Sohn des italienischen Tenors Vincenzo Sabatini und dessen Ehefrau, der englischen Sopranistin Anna Trafford. Bereits in frühester Kindheit kam Sabatini mit seinen Eltern nach Porto (Portugal), da sein Vater am dortigen Konservatorium als Gesangslehrer wirkte. Später ließ sich die Familie in Zug (Schweiz) nieder.
Mit 17 Jahren beendete Sabatini seine Schulzeit und begann in London eine kaufmännische Ausbildung. Anschließend verdiente er seinen Lebensunterhalt über zehn Jahre als Angestellter einer Bank. Parallel dazu machte sich Sabatini einen Namen als Übersetzer aus dem Italienischen und Portugiesischen für die Korrespondenz britischer Firmen.
1901 konnte Sabatini mit einer kleinen Kurzgeschichte debütieren, welche in einem britischen Wochenblatt veröffentlicht wurde. Bereits im darauffolgenden Jahr erschien sein erster Roman ("The lovers of Yvonne"); dieser wurde am 9. Mai 1902 in der Times Literary Supplement mit einer vernichtenden Kritik bedacht. Sabatini ließ sich aber dadurch nicht verunsichern und verfasste weitere spannende Romane. Seine Themen recherchierte er genau und er gewann eine stetig wachsende Leserzahl.
1905 heiratete er Ruth Goad Dixon und ließ sich mit seiner Frau in Herefordshire (West Midlands) nieder. Später erwarb er in Wales eine alte Mühle am River Wye und lebte als freier Schriftsteller.
Während des Ersten Weltkrieges und auch in den ersten Nachkriegsjahren war Sabatini beim englischen Nachrichtendienst SIS tätig. Neben dieser Beschäftigung schrieb Sabatini an weiteren Romanen. Nach Kriegsende begann auch die offizielle Literaturkritik Sabatini zu loben.
Nachdem sich Sabatini von seiner ersten Frau Ruth hatte scheiden lassen, heiratete er 1935 Christine Dixon, geborene Wood. Sie gestaltete auch die Grabstätte in Adelboden.
Im Alter von 75 Jahren starb Rafael Sabatini am 13. Februar 1950 in Adelboden in der Schweiz.

## Rezeption
Mit seinen spannenden Romanen wurde Sabatini gerade im englischsprachigen Raum zum Bestsellerautor. Einen Vergleich mit Alexandre Dumas oder Stanley Weyman brauchte er keineswegs scheuen.
Viele seiner Romane wurden mit großem Erfolg verfilmt. Der von Michael Curtiz mit Errol Flynn inszenierte Piratenfilm Der Herr der sieben Meere (The Sea Hawk, USA 1940) hatte hingegen trotz der Titelähnlichkeit und mancher Anleihen aus der Verfilmung von 1924 (Die Seeteufel) nichts mit dem Sabatini-Roman zu tun.

## Werke

### Autor
Bühnenstücke
- The Tyrant. An Episode in the Career of Cesare Borgia. A Play in Four Acts. Hutchinson, London 1925.

Romane
- The Lovers of Yvonne. Being a Portion of the Memoirs of the Sieur Gaston de Luynes. Pearson's Books, London 1902 (auch unter dem Titel The Suitors of Yvonne erschienen)
- The Tavern Knight. Hutchinson, London 1929 (EA London 1904).
- Bardelys the Magnificent. Being an account of the strange wooing pursued by the Sieur Marcel de Saint-Pol, Marquis of Bardelys and of the things that in the course of it befell him in Languedoc, in the year of the rebellion. Houghton Mifflin, London 1933 (EA London 1905).
- The Trampling of the Lilies. Hutchinson, London 1975 (EA London 1906).
- Love-At-Arms. Being a narrative excerpted from the chronicles of Urbino during the dominion of the High and Mighty Messer Guidobaldo da Montefeltro. Hutchinson, London 1927 (EA London 1907).
- The Shame of Motley. Being the memoir of certain transactions in the life of Lazzaro Biancomonte. Hutchinson, London 1927 (EA London 1908).
- Saint Martin’s Summer. A tragi-comedy. Hutchinson, London 1927 (EA London 1909).
- Anthony Wilding. Hutchinson, London 1944 (früherer Titel Mistress Wilding, 1910).
- The Lion’s Skin. Hutchinson, London 1926 (EA London 1911).
- The Strolling Saint. Being the confessions of the high and mighty Agostino d'Anguissola. Hutchinson, London 1928 (EA London 1913).
- The Gates of Doom. Hutchinson, London 1928 (EA London 1914).
- The Sea Hawk. Horton Books, London 2002, ISBN 0-393-32331-5 (EA London 1915).
  - Der Seefalke. Unionsverlag, Zürich 2012, ISBN 978-3-293-2057-1-0 (Nachdr. d. Ausg. Wien 1949; EA Leipzig 1927 unter dem Titel Der Seehabicht. Ein Piratenroman).
- The Snare. Hutchinson, London 1927 (EA London 1917).
- Scaramouche. Hutchinson, London 1973, ISBN 0-09-115540-1 (EA London 1921).
  - Scaramouche. Roman der französischen Revolution. Droemer Knaur, München 1981, ISBN 3-426-00736-3 (EA Leipzig 1927).
- Captain Blood. His odyssey. Hutchinson, London 1922.
  - Captain Blood. Unionsverlag, Zürich 2010, ISBN 978-3-293-20490-4 (EA Leipzig 1929 unter dem Titel Peter Bluts Odyssee).
- Fortune’s Fool. Houghton Mifflin, London 1923.
- The Carolinian. Houghton Mifflin, London 1924.
- Bellarion. The Fortunate. Houghton Mifflin, London 1926.
  - Bellarion. Ein Held der italienischen Renaissance. Grethlein Verlag, Leipzig 1931.
- The Hounds of God. Hutchinson, London 1974 (EA London 1928).
- The Romantic Prince. Hutchinson, London 1929.
- The minion. Being the rise and fall of Robert Carr of Ferniehurst. Hutchinson, London 1934 (EA London 1930 unter dem Titel The King’s Minion).
- Captain Blood Returns. Houghton Mifflin, London 1931 (auch The Chronicles of Captain Blood).
- Scaramouche the Kingmaker. Hutchinson, London 1931.
- The Black Swan. Hutchinson, London 1932.
  - Der schwarze Schwan. Roman. Unionsverlag, Zürich 2011, ISBN 978-3-293-20529-1 (EA München 1949).
- The Stalking Horse. Hutchinson, London 1933.
- Venetian Masque. Houghton Mifflin, London 1934.
- Chivalry. Hutchinson, London 1935.
- Scaramis. London 1936.
- The Fortunes of Captain Blood. Houghton Mifflin, London 1936.
- The Lost King. Hutchinson, London 1952 (EA London 1937).
- The Sword of Islam. Houghton Mifflin, London 1939.
- The Marquis of Carabas. Hutchinson, London 1940 (für den US-Binnenmarkt unter dem Titel Master-At-Arms).
- Columbus. Hutchinson, London 1941.
- King In Prussia. Hutchinson, London 1944 (für den US-Binnenmarkt unter dem Titel The Birth of Mischief).
- The Gamester. Hutchinson, London 1949.
- The Treasure Ship. Kessinger Reprint, Whitefish, Mon. 2004, ISBN 978-1-4191-8581-6.
- Saga of the Sea, 1953
- The Reaping. Reader'S Library, London 1929.
- The Nuptials of Corbal. Hutchinson, London 1927.

Anthologien
- The Justice of the Duke, 1912
- The Banner of the Bull, 1915
- Turbulent Tales, 1946

- A Fair Head of Angling Stories, 1989
- The Fortunes of Casanova and Other Stories  (Oxford 1994, ISBN 0-19-212319-X, Zusammenstellung von 1907 bis 1921 & 1934 veröffentlichten Geschichten)
- The Outlaws of Falkensteig, 2000 (Zusammenstellung von 1900 bis 1902 veröffentlichten Geschichten)
- The Camisade and Other Stories of the French Revolution, 2001 (Zusammenstellung von 1900 bis 1916 veröffentlichten Geschichten)

Sachbücher
- The Life of Cesare Borgia, 1912 (dt. Das Leben Cäsar Borgias, Herzogs von Valentinois und der Romagna, Fürsten von Andria und Venafri, Grafen von Dyois, Herrn von Piombino, Camerino und Urbino, Bannerträgers und Feldhauptmanns der Kirche, Stuttgart 1925)
- Torquemada and the Spanish Inquisition, 1913
- The Historical Nights’ Entertainment, 1917
- Heroic Lives, 1934

Werkausgaben
- Sinner, Saint And Jester. A Trilogy in Romantic Adventure. Hutchinson, London 1954 (Inhalt: The snare, The strolling saint, The shame of Motley).
- Saga of the Sea. Hutchinson, London 1953 (Inhalt: The sea-hawk, The black swan, Captain Blood).
- Romances of the Franch Revolution. Hutchinson, London 1934 (Inhalt: Scaramouche, Scramouche, the kingmaker, The nuptial of Corbal).
- In the Shadow of the Guillotine. Hutchinson, London 1955 (Inhalt: Scaramouche, The Marquis of Carabas und The Lost King).

### Herausgeber
- A Century of Sea Stories. London 1935.
- A Century of Historical Stories. London 1936.

## Verfilmungen
- King Vidor (Regisseur): Galgenhochzeit. 1926 (nach dem Roman Bardelys, the Magnificent).
- Rex Ingram (Regisseur): Scaramouche. USA 1923.
  - Remake: George Sidney (Regisseur): Scaramouche, der galante Marquis (Scaramouche, USA 1952)
- David Smith (Regisseur): Captain Blood. USA 1924.
  - Remake: Michael Curtiz (Regisseur): Unter Piratenflagge (Captain Blood, USA 1935)
  - Fortsetzung: Ralph Murphy (Regisseur): Die schwarze Isabell (Captain Pirate, USA 1952)
- Die Seeteufel (USA 1924, Regie: Frank Lloyd)
  - Remake: The Sea Hawk (USA 1940, Regie: Michael Curtiz, deutscher Titel: Der Herr der sieben Meere)
- Der Seeräuber (The Black Swan, USA 1942, Regie: Henry King)
- Columbus (Christopher Columbus, GB 1949)